# Dotoramades masoalensis
Dotoramades masoalensis là một loài bọ cánh cứng trong họ Cerambycidae.